# Fermen Layton Pickett
Pour les articles homonymes, voir Pickett.
Fermen Layton Pickett est un botaniste américain, né le 10 janvier 1881 à Bakers Corners, Indiana et mort le 27 juin 1940 à Pullman, Washington.
Il obtient son doctorat à l’université de l’Indiana avant de devenir professeur de botanique à l’université d’État de Washington de 1914 jusqu’à sa mort. Il s’intéresse principalement aux mousses et à la physiologie végétale. Il est le directeur du département de botanique et le doyen de l’université.

## Source
- Courte biographie de la Washington State University Libraries (en anglais)